# Hans von Seeckt
Johannes Friedrich Leopold "Hans" von Seeckt (Schleswig, 22. travnja 1866. -  Berlin, 27. prosinca 1936.) je bio njemački general i vojni zapovjednik. Tijekom Prvog svjetskog rata bio je načelnik stožera više njemačkih armija i grupa armija. Nakon rata bio je najprije načelnik Glavnog stožera njemačke vojske, te nakon potpisivanja Versailleskog mirovnog sporazuma zapovjednik Reichswehra. 

## Vojna karijera
Hans von Seeckt rođen je 22. travnja 1866. u Schleswigu u pruskoj vojničkoj obitelji. U njemačku vojsku stupio je 1885. godine, nakon čega je u razdoblju od 1893. do 1896. godine pohađao Prusku vojnu akademiju u Berlinu. Nakon završetka akademije služi u stožeru III. korpusa sa sjedištem u Berlinu. U travnju 1913. unaprijeđen je u potpukovnika, te postaje načelnikom stožera III. korpusa kojim je tada zapovijedao Ewald von Lochow. Na dužnosti načelnika stožera III. korpusa dočekuje i početak Prvog svjetskog rata.

## Prvi svjetski rat
Na početku Prvog svjetskog rata III. korpus nalazio se u sastavu 1. armije kojom je zapovijedao Alexander von Kluck. Seeckt sudjeluje u Prvoj bitci na Marni, te se ističe u borbama kod Soissonsa nakon čega je u siječnju 1915. unaprijeđen u pukovnika.
U ožujku 1915. Seeckt postaje načelnikom stožera novoformirane 11. armije koja se nalazila na Istočnom bojištu i kojom je mjesec dana zapovijedao Max von Fabeck kojega je u travnju zamijenio August von Mackensen. Kao načelnik stožera 11. armije, te nakon toga Grupe armija Mackensen, Seeckt je sudjelovao u planiranju ofenzive Gorlice-Tarnow, te je za navedeno 14. svibnja 1915. odlikovan ordenom Pour le Mérite. Za uspješnu ofenzivu Mackensen je unaprijeđen u čin feldmaršala, dok je Seeckt unaprijeđen u general bojnika. 

U rujnu 1915. Mackensen postaje zapovjednikom novoformirane Grupe armija Mackensen, dok Seeckt postaje načelnikom njegovog stožera. S navedenom grupom armija Seeckt sudjeluje u uspješnoj invaziji na Srbiju.
Kada je Brusilovljeva ofenziva zaprijetila probojem fronta, načelnik njemačkog Glavnog stožera Erich von Falkenhayn u lipnju 1916. šalje Seeckta na mjesto načelnika stožera austrougarske 7. armije kojom je zapovijedao general Karl von Pflanzer-Baltin. Seeckt se međutim, nije slagao s Pflanzer-Baltinom, te je u kolovozu 1916. premješten na mjesto novoformirane Grupe armija nadvojvode Karla. S navedenom grupom armija Seeckt koja je uspijeva zaustaviti rusko napredovanje, te zajedno s njemačkom 9. armijom sudjeluje u invaziji na Rumunjsku koja se ohrabrena uspjehom Brusilovljeve ofenzive priključila Antanti. Kada je nakon smrti Franje Josipa nadvojvoda Karlo postao carem, Grupa armija nadvojvode Karla je preimenovana u Grupu armija nadvojvode Josefa čiji načelnik stožera i dalje ostaje Seeckt ovaj puta pod zapovjedništvo nadvojvode Josefa. 

U prosincu 1917. Seeckt putuje u Istanbul kako bi preuzeo dužnost načelnika stožera otomanske vojske. Njemački Glavni stožer na to je mjesto turskom stožeru preporučio šefa vojne misije u Turskoj Limana von Sandersa, ali je njega turski ministar rata Enver-paša odbio. Tako je Seeckt kao načelnik turskog glavnog stožera bio nadređen Limanu von Sandersu, ali je istodobno kao dio njemačke vojne misije na čijem čelu je bio Sanders istome bio podređen. Seeckt je došao na čelo otomanskog stožera u teška vremena. Britanske snage su tek zauzele Jeruzalem, a njemačke i otomanske odnose opterećivalo je i različito gledanje na vođenje rata posebice na Kavkazu. Nakon što su saveznici probili Solunsko bojište i izbacili Bugarsku iz rata, a britanske snage porazile otomansku vojsku na Palestinskom bojištu, položaj turske vojske je postao bezizgledan tako da je ista bila prisiljena 30. rujna 1918. potpisati primirje. Kako je prema uvjetima primirja njemačka vojna misija trebala u roku od trideset dana napustiti osmanski teritorij, Seeckt je 4. studenog 1918. napustio Osmansko carstvo, te je preko Crnog mora i Odese 13. studenog 1918. doputovao u Njemačku.

## Načelnik Glavnog stožera
Poslije rata Seeckt nije blagonaklono gledao na formiranje nove njemačke republike, ali je ipak kao vojnik odlučio istoj služiti. Tako u siječnju 1919. zajedno s Hindenburgom nadgleda povlačenje njemačkih snaga koje su bile okupirale Ukrajinu, da bi u lipnju iste godine bio na čelu njemačkog vojnog izaslanstva na Versailleskoj mirovnoj konferenciji.
U lipnju 1919. Seeckt postaje načelnikom glavnog stožera. Međutim, kako je prema odredbama mirovnog sporazuma njemačka vojska nije smjela imati više od 100.000 vojnika, kao niti glavni stožer, Seeckt u lipnju postaje zapovjednikom nove njemačke vojske Reichswehra. Seeckt se međutim, nije slagao s odredbama Versailleskog mirovnog sporazuma, te je sve činio kako bi izbjegao ograničenja određena ugovorom i obnovio njemačku vojsku čime je postavio temelje za njezinu potpunu obnovu za vrijeme Trećeg Reicha. Tako je poticao potpisivanje Rapallskog sporazuma sa Sovjetskom Rusijom kojim je omogućeno da njemačka vojska testira oružje na ruskom teritoriju što je bilo očigledno kršenje mirovnog sporazuma. 
Seeckt je prisiljen na ostavku 9. listopada 1926. jer je na vojnim manevrima dopustio princu Vilimu, unuku bivšeg njemačkog cara, da prisustvuje manevrima bez dopuštenja ondašnje vlade.

## Posljednje godine
Nakon ostavke Seeckt je ušao u politiku, te je napisao više knjiga. U razdoblju od 1930. do 1932. bio je zastupnik u Reichstagu kao predstavnik Njemačke narodne stranke. 
U listopadu 1933. godine Seeckt dolazi u Kinu kao šef njemačke vojne misije. Odnosi misije s kineskim vlastima bili su loši u toj mjeri da je Čang Kaj-šek razmišljao da njemačku vojnu misiju zamijeni francuskom. Dolaskom Seeckta stanje se popravilo, te je Seeckt u razdoblju od 1934-35 bio posebni savjetnik Čang Kaj-šeka za vojna pitanja.  
Hans von Seeckt preminuo je 27. prosinca 1936. godine u 70. godini života u Berlinu. Pokopan je na berlinskom groblju Invalidenfriedhof.

## Vanjske poveznice
(eng.) Hans von Seeckt na stranici First World War.com

(eng.) Hans von Seeckt na stranici Prussianmachine.com

(eng.) Hans von Seeckt na stranici World War I Document archive

(eng.) Hans von Seeckt na stranici Field commanders of Austria-Hungary